# Oktober 1999
Portal Geschichte | Portal Biografien | Aktuelle Ereignisse | Jahreskalender | Tagesartikel

◄ |
19. Jahrhundert |
20. Jahrhundert
| 21. Jahrhundert

◄ |
1960er |
1970er |
1980er |
1990er
| 2000er | 2010er | 2020er | ►

◄ |
1995 |
1996 |
1997 |
1998 |
1999
| 2000 | 2001 | 2002 | 2003 | ►

◄ |
Juli 1999 |
August 1999 |
September 1999 |
Oktober 1999 |
November 1999 |
Dezember 1999 |
Januar 2000 |
►
Dieser Artikel behandelt tagesbezogene Nachrichten und Ereignisse im Oktober 1999.

## Tagesgeschehen

### Freitag, 1. Oktober 1999

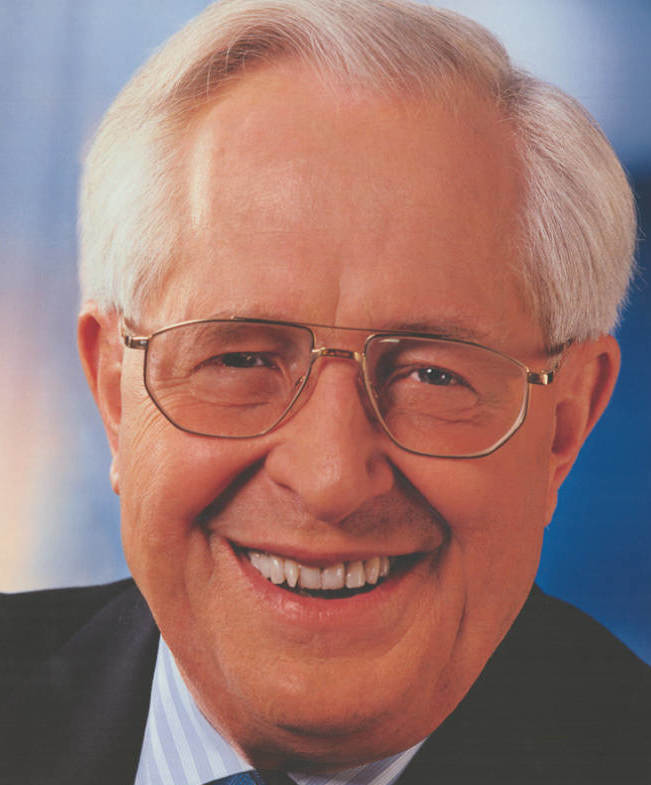
Bernhard Vogel

- Erfurt/Deutschland: Der Landtag wählt Amtsinhaber Bernhard Vogel (CDU) zum dritten Mal zum Thüringer Ministerpräsidenten. Er kann diesmal eine CDU-Alleinregierung bilden.[1]

### Samstag, 2. Oktober 1999
- Wien/Österreich: Im Theater an der Wien findet die Uraufführung des Musicals Mozart! von Michael Kunze und Sylvester Levay statt, mit Uwe Kröger, Yngve Gasoy Romdal und Eva Maria Marold in den Hauptrollen unter der Regie von Harry Kupfer.[2]

### Sonntag, 3. Oktober 1999
- Wien/Österreich: Bei den Nationalratswahlen wird die FPÖ nach der SPÖ zweitstärkste politische Kraft. Ein Bündnis der FPÖ mit der drittplatzierten ÖVP wird von keiner der beiden Parteien ausgeschlossen. Die SPÖ kritisiert diese Gedankenspiele, weil die FPÖ im Wahlkampf offensiv rechtspopulistisch agierte.[3]

### Mittwoch, 6. Oktober 1999
- Stockholm/Schweden: Den so genannten „Alternativen Nobelpreis“ der Right-Livelihood-Award-Stiftung erhalten in diesem Jahr u. a. der Deutschland SPD-Politiker Hermann Scheer für sein Engagement für Erneuerbare Energien und die „Kubanische Bewegung für Ökologische Landwirtschaft“.[4]

### Freitag, 8. Oktober 1999
- Nan’yō/Japan: Der Amateurastronom Tomimaru Ōkuni entdeckt den Asteroiden des Hauptgürtels (19707) Tokunai. Er benennt ihn nach dem japanischen Samurai, Geographen und Entdecker Tokunai Mogami.[5]

### Samstag, 9. Oktober 1999
- Leipzig/Deutschland: Bundeskanzler Gerhard Schröder eröffnet am 10. Jahrestag der Leipziger Großdemonstration das Zeitgeschichtliche Forum. Im Mittelpunkt der 2.000 m² großen Dauerausstellung stehen Diktatur und Widerstand in der Sowjetischen Besatzungszone und in der DDR.[6]

### Sonntag, 10. Oktober 1999
- Berlin/Deutschland: Bei der Wahl zum Abgeordnetenhaus bestätigen die Wähler erneut ein Vier-Parteien-Parlament aus CDU, SPD, PDS und Bündnis 90/Die Grünen. Während die CDU des Regierenden Bürgermeisters Eberhard Diepgen leicht hinzugewinnt, büßt die SPD unter Walter Momper Stimmenanteile ein. Die große Koalition beider Parteien soll fortgesetzt werden.[7]

### Montag, 11. Oktober 1999
- Stockholm/Schweden: Den Nobelpreis für Physiologie oder Medizin wird in diesem Jahr der 1936 im Deutschen Reich geborene Amerikaner Günter Blobel für seine Forschungsarbeit zum besseren Verständnis von Proteinen erhalten.[8]

### Dienstag, 12. Oktober 1999

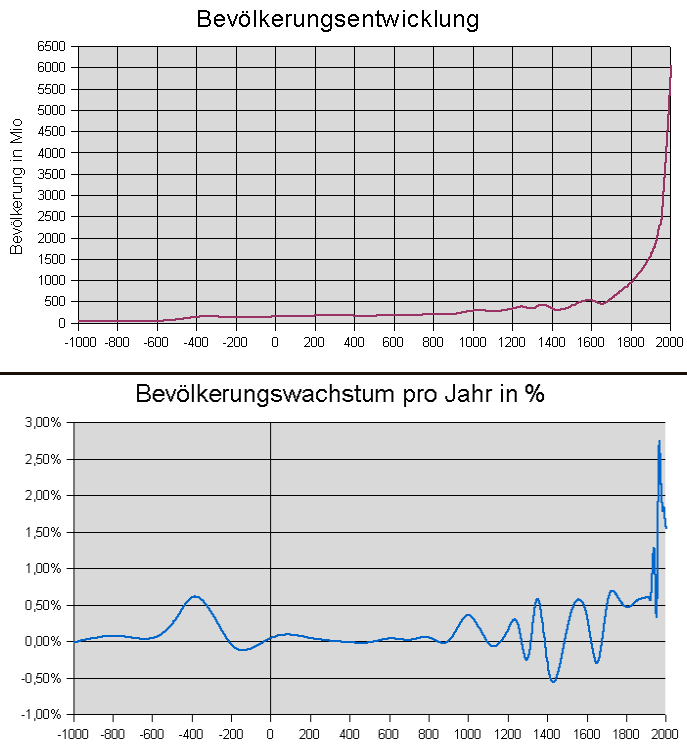
Angenommene Entwicklung der Weltbevölkerung seit _1000 v. Chr.

- Sarajevo/Bosnien und Herzegowina: Adnan Nević erblickt kurz nach Mitternacht das Licht der Welt und wird von den Vereinten Nationen als „Baby 6 Milliarden“ tituliert, um ein Bewusstsein dafür zu schaffen, dass die Anzahl der Menschen auf der Erde im Jahr 1999 die Grenze von 6.000.000.000 überschreitet. Somit vergrößerte sich die Weltbevölkerung seit 1987 um 20 %.[9]
- Stockholm/Schweden: Der in den Vereinigten Staaten lebende Ägypter Ahmed Zewail wird in diesem Jahr den Nobelpreis für Chemie erhalten. Die Stiftung ehrt seine Arbeiten in der Femtochemie. Der Nobelpreis für Physik wird in diesem Jahr an die Niederländer Gerardus ’t Hooft und Martinus J. G. Veltman für ihre Arbeit auf dem Feld der Elektroschwachen Wechselwirkungen verliehen.[10][11]

### Mittwoch, 13. Oktober 1999
- Brüssel/Belgien: Die Europäische Kommission stellt fest, dass die Türkei hinsichtlich eines EU-Beitritts „als Kandidat anzusehen“ sei. Diese Diplomatie lässt die Vorliebe für eine Privilegierte Partnerschaft erkennen, denn der Status eines wirklichen Beitrittskandidaten der Europäischen Union ist für die Türkei nach dieser Aussage wenig wahrscheinlich.[12]
- Dresden/Deutschland: Der Landtag wählt Amtsinhaber Kurt Biedenkopf (CDU) zum dritten Mal zum Ministerpräsidenten des Freistaats Sachsen. Die Regierung bildet wie nach den Wahlen 1990 und 1994 allein die CDU.[13]
- Potsdam/Deutschland: Der Landtag Brandenburg wählt mit 58 von 85 gültigen Stimmen den seit 1990 amtierenden Regierungschef im Land Brandenburg Manfred Stolpe (SPD) erneut zum Ministerpräsidenten.[14]
- Stockholm/Schweden: Der Kanadier Robert Mundell wird in diesem Jahr für seinen Beitrag zum Verständnis der Geld- und Fiskalpolitik den Alfred-Nobel-Gedächtnispreis für Wirtschaftswissenschaften erhalten.[15]

### Donnerstag, 14. Oktober 1999
- Brüssel/Belgien: George Robertson aus dem Vereinigten Königreich löst den Spanier Javier Solana als Generalsekretär des Militärbündnisses NATO ab.[16]

### Freitag, 15. Oktober 1999
- Oslo/Norwegen: Die internationale Organisation für medizinische Nothilfe „Médecins Sans Frontières“ (deutsch „Ärzte ohne Grenzen“) wird den diesjährigen Friedensnobelpreis erhalten. Das Komitee will die private Vereinigung für deren politisch neutralen, rein humanitär begründeten Hilfeleistungen an oft lebensgefährlichen Einsatzorten auszeichnen.[17]

### Samstag, 16. Oktober 1999

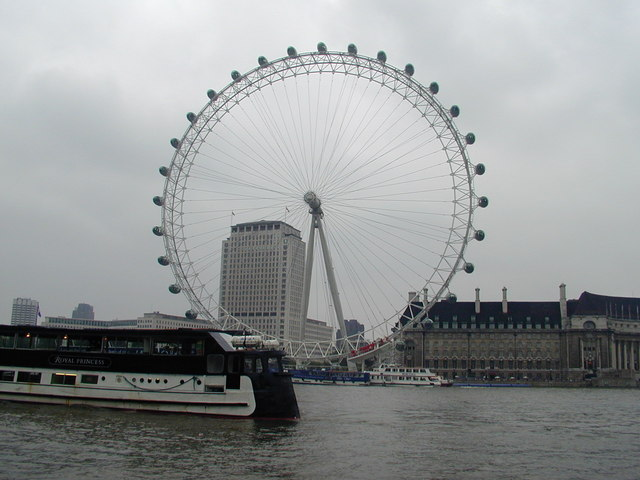
London Eye

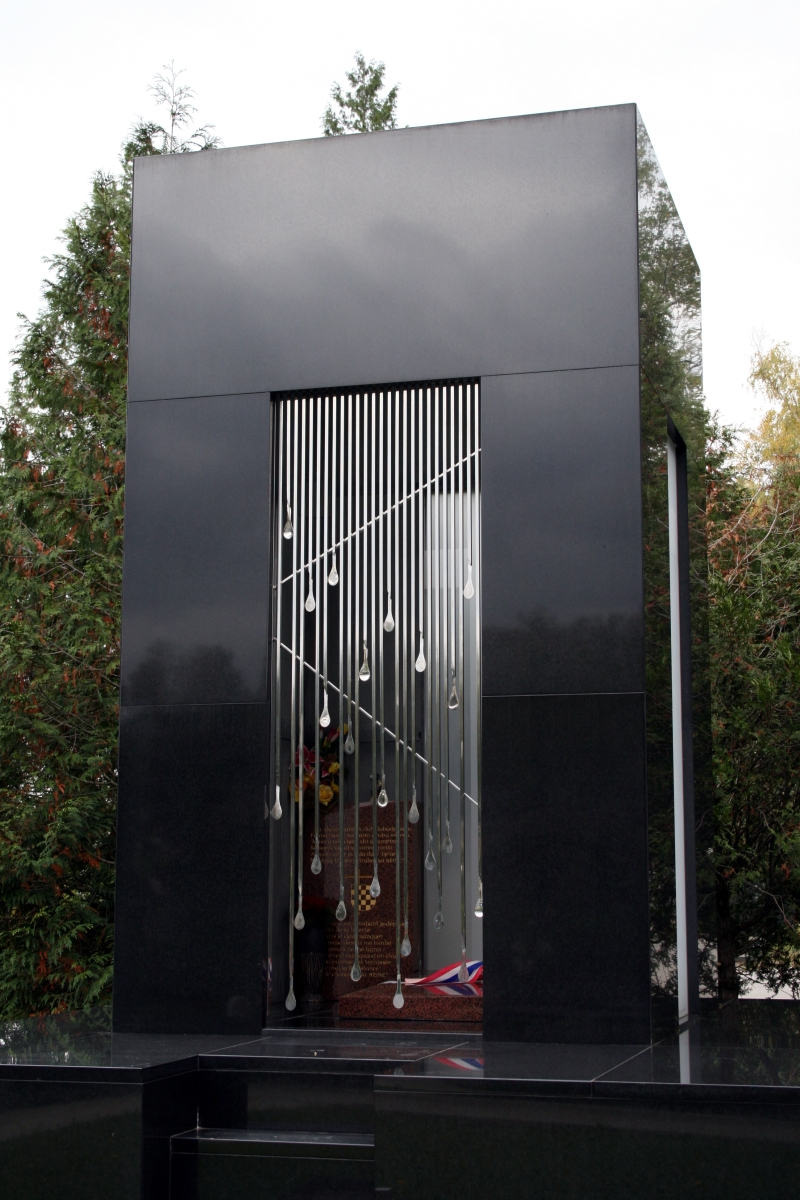
Das Grab von Bruno Bušić auf dem Mirogoj-Friedhof

- London/Vereinigtes Königreich: Das liegend zusammengebaute London Eye, das höchste Riesenrad der Welt, steht erstmals aufrecht. Der erste Versuch der Aufrichtung am 10. September scheiterte, der zweite Versuch dauerte nun sechs Tage.[18]
- München/Deutschland: Der Kinder-TV-Sender Disney Channel beginnt mit der Ausstrahlung seines Programms in Deutschland.
- Tampere/Finnland: Auf dem Treffen des Europäischen Rats verpflichten sich die Regierungschefs der Mitgliedstaaten der Europäischen Union (EU) zur Entwicklung einer gemeinsamen Asyl- und Migrationspolitik der EU.[19]
- Zagreb/Kroatien: Der Leichnam des Publizisten, Terrorhelfers und Funktionärs Bruno Bušić wird, genau 21 Jahre nach seiner Ermordung, auf den Mirogoj-Friedhof der kroatischen Hauptstadt Zagreb umgebettet. Die Umbettung in die Nähe der Gräber der Gefallenen des Kroatienkrieges findet unter militärischen Ehren statt. Sein Grabmal entwarf die Bildhauerin Marija Ujević-Galetović.

### Sonntag, 17. Oktober 1999
- Frankfurt am Main/Deutschland: Der amerikanische Historiker Fritz Stern, dessen Familie vor 61 Jahren mit ihm aus dem Deutschen Reich auswanderte, erhält den Friedenspreis des Deutschen Buchhandels.[20]
- Niamey/Niger: Im ersten Durchgang der Präsidentschaftswahl in Niger setzen sich Mamadou Tandja von der Nationalen Bewegung der Entwicklungsgesellschaft und Mahamadou Issoufou von der Nigrischen Partei für Demokratie und Sozialismus gegen fünf weitere Kandidaten durch.[21]

### Mittwoch, 20. Oktober 1999
- Grosny/Russland: Im Krieg in Tschetschenien schießen die Streitkräfte Russlands drei Raketen auf die Hauptstadt der nordkaukasischen Republik. Die Folge sind u. a. 137 fast ausschließlich zivile Todesopfer auf einem Markt.[22]

### Donnerstag, 21. Oktober 1999
- Gstaad/Schweiz: Der 89-jährige Franzose Maurice Papon, der im Zweiten Weltkrieg die Deportation von annähernd 1.700 Juden veranlasste und im April 1998 des Tatbestands der Verbrechen gegen die Menschlichkeit für schuldig befunden wurde, wird auf seiner Flucht gefasst.[23]

### Samstag, 23. Oktober 1999
- Darmstadt/Deutschland: Die Deutsche Akademie für Sprache und Dichtung verleiht den Georg-Büchner-Preis an den Deutschen Arnold Stadler.[24]
- Kailua-Kona/Vereinigte Staaten: Der Ironman Hawaii endet mit Siegen von Lori Bowden aus Kanada bei den Frauen und Luc Van Lierde aus Belgien bei den Herren.[25][26]
- Mariposa County/Vereinigte Staaten: Bei einem illegalen Protestsprung gegen ein Verbot von Base-Jumps vom Granitblock El Capitan ins Yosemiti-Tal stirbt die Stuntfrau Jan Davis.[27]

### Sonntag, 24. Oktober 1999
- Bern/Schweiz: Die Parlamentswahlen enden mit einem Erfolg der 1971 entstandenen Schweizerischen Volkspartei (SVP). Zum ersten Mal entfallen auf diese bei einer Wahl zum Nationalrat die meisten der abgegebenen Stimmen; auch bei der Wahl zum Ständerat wächst ihr Stimmanteil deutlich. In diese Kammer wird die SVP, nach den Sozialdemokraten, die zweitmeisten Abgeordneten entsenden.[28]
- Chicago/Vereinigte Staaten: Der 1971 in Marokko geborene und in den Vereinigten Staaten lebende Khalid Khannouchi stellt einen neuen Weltrekord im Marathon auf. Beim Chicago-Marathon absolviert er die 42,195 km in 2 Stunden 5 Minuten 42 Sekunden und unterbietet damit Ronaldo da Costas Bestmarke aus dem Jahr 1998 um 23 Sekunden.[29]

### Montag, 25. Oktober 1999
- Lissabon/Portugal: In Folge der Parlamentswahl vom 10. Oktober tritt das neue Kabinett unter Premierminister António Guterres erstmals zusammen.
- Osttimor/Indonesien: Die Übergangsverwaltung der Vereinten Nationen nimmt die Arbeit auf. Ihr Zweck besteht in der Bereitstellung einer Interimsregierung und im Schutz der osttimoresischen Bevölkerung, die nach ihrer Volksabstimmung für eine Unabhängigkeit am 30. August 1999 der Gewalt durch pro-indonesischen Milizen und Teilen des indonesischen Militärs ausgesetzt war.

### Mittwoch, 27. Oktober 1999
- Jerewan/Armenien: Attentäter stürmen die Nationalversammlung und erschießen den Parlamentspräsidenten, den Regierungschef Wasken Sarkissjan, zwei Stellvertreter, einen Minister und vier Abgeordnete.

### Donnerstag, 28. Oktober 1999

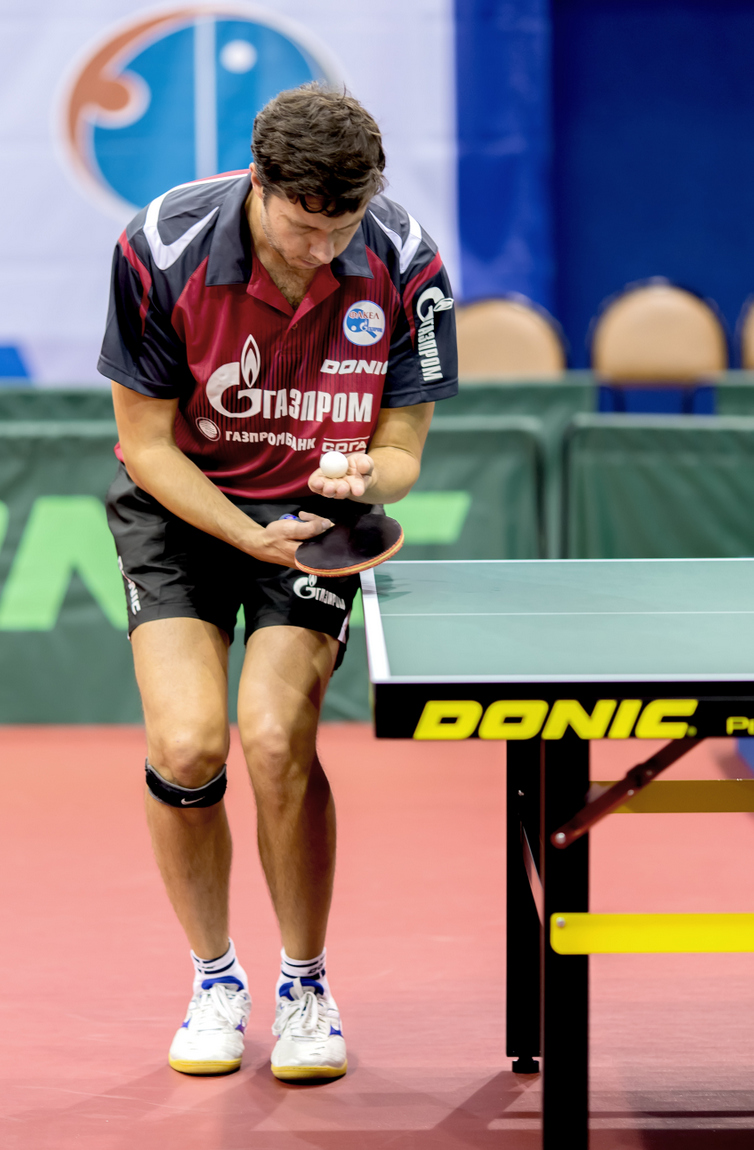
Wladimir Samsonow (2013)

- Xiolan/Volksrepublik China: Der Tischtennis-World Cup 1999 beginnt is seiner 20. Austragung. Der Bewerb dauert 3 Tage bis zum 31. Oktober. Es gibt letztmals nur einen Wettbewerb für Männer, nachdem in den drei Jahren vorher schon Frauenwettbewerbe stattgefunden hatten. Gold geht an Wladimir Samsonow aus Belarus.

### Freitag, 29. Oktober 1999
- Managua/Nicaragua: Mit Nicaragua betrachtet ein weiteres Land in Mittelamerika die Neuwelt-Schraubenwurmfliege als ausgestorben. Der Befall mit dem Insekt kann für Mensch und Tier lebensbedrohlich sein. Es ist in Südamerika weitläufig verbreitet, tritt in Nordamerika nicht mehr auf und ist in Mittelamerika nur noch in Costa Rica und in Panama heimisch.[30]
- Orissa/Indien: Ein Zyklon mit Windgeschwindigkeiten von 260 km/h trifft auf das Festland. Durch das Wetterereignis kommen nach ersten Schätzungen 10.000 Menschen ums Leben.[31]

### Sonntag, 31. Oktober 1999

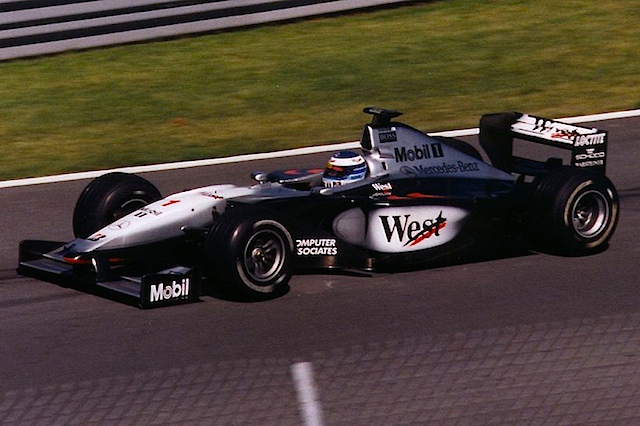
Mika Häkkinen im McLaren MP4/14

- Augsburg/Deutschland: Die römisch-katholische Kirche und der Lutherische Weltbund legen ihren Streit über die Rechtfertigungslehre bei. Nach der neuen Übereinkunft der Kirchen weist die Bibel auf die Aufnahme jedes Christen in die Gemeinschaft mit Gott schon im diesseitigen Leben hin, die Aufnahme sei aber erst im Jenseits vollkommen.[32]
- Kiew/Ukraine: Bei der Präsidentschaftswahl erreichen der parteilose Amtsinhaber Leonid Kutschma und der Kandidat der Kommunistischen Partei Petro Symonenko die Stichwahl am 14. November.[33]
- Suzuka/Japan: Titelverteidiger Mika Häkkinen aus Finnland, der für das Team McLaren-Mercedes fährt, gewinnt vor Eddie Irvine aus Irland die Fahrer-Weltmeisterschaft in der Rennserie Formel 1 durch einen Sieg beim Großen Preis von Japan.[34]

## Weblinks

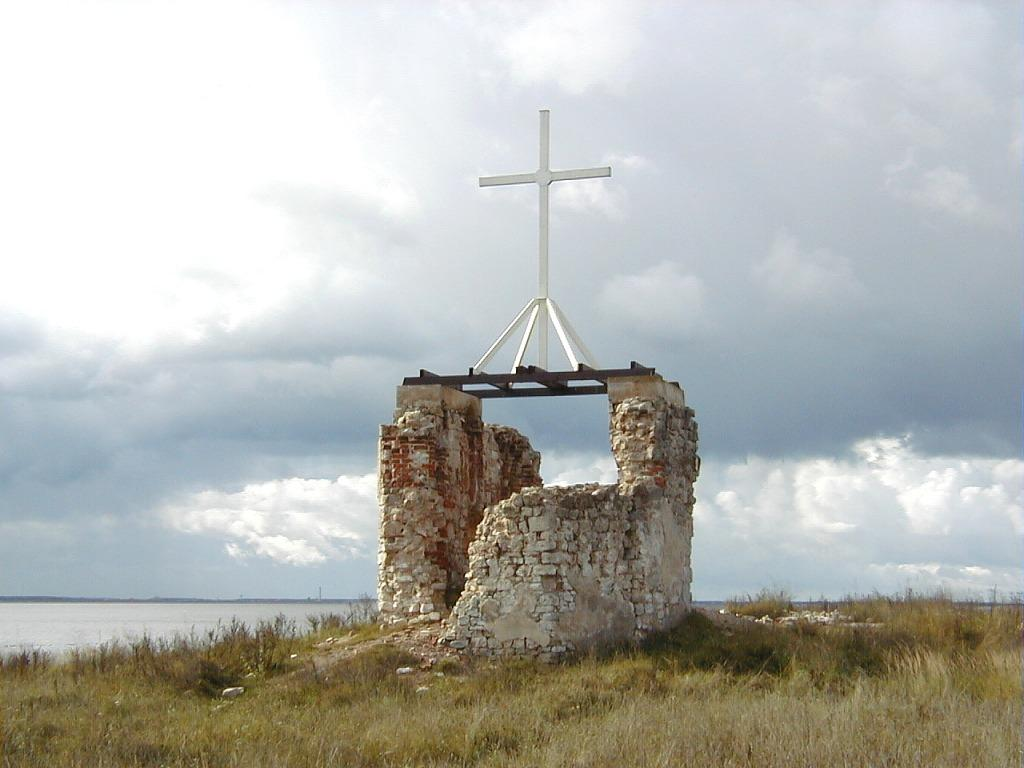
Lettland im Oktober 1999